# Erich Klausener
Erich Klausener (Düsseldorf, 25 de janeiro de 1885 – Berlim, 30 de junho de 1934) foi um político católico alemão morto na "Noite das Facas Longas", um expurgo ocorrido na Alemanha nazista de 30 de junho a 2 de julho de 1934, quando o regime nazista realizou uma série de assassinatos políticos.

## Família
Nascido em Düsseldorf em uma família católica rigorosa, ele era um membro distante da família Cluysenaar. Klausener seguiu a carreira de seu pai no serviço público, servindo por um tempo no Ministério do Comércio da Prússia. Ele serviu como oficial de artilharia na Bélgica, França e na frente oriental da Primeira Guerra Mundial, e foi premiado com a Cruz de Ferro de Segunda Classe em 1914 e a Cruz de Ferro de Primeira Classe em 1917. A participação de Klausener em um boicote durante os franceses ocupação de Ruhr em 1923 e 1924, porém, rendeu-lhe uma sentença de dois meses de prisão.

## Carreira
A partir de 1924, Klausener serviu na Prússia no Ministério do Bem-Estar e mais tarde chefiou a divisão policial do Ministério do Interior daquele estado. A partir de 1928, Klausener tornou-se chefe do grupo Ação Católica (alemão: Katholische Aktion). Antes de 1933, ele apoiou fortemente a batalha policial contra as atividades ilegais nazistas. Depois que Adolf Hitler e os nazistas chegaram ao poder em 1933, Hermann Göring tornou-se ministro-presidente da Prússia. Klausener foi destituído do ministério dos transportes da Prússia quando Göring começou a nazificar a polícia prussiana, e Klausener foi transferido para o Ministério dos Transportes do Reich.
Um associado próximo do vice-chanceler Franz von Papen, Klausener contribuiu para seu discurso em Marburg feito em 17 de junho de 1934. O discurso, embora moderado em tom, criticou a violência e a repressão que se seguiram desde que Hitler se tornou chanceler. Klausener falou no Congresso Católico no Hoppegarten de Berlim em 24 de junho de 1934. Sua crítica veemente à repressão foi vista pelos nazistas como um desafio aberto.
Seis dias depois, durante a "Noite das Facas Longas", o oficial da SS Kurt Gildisch recebeu ordens de Reinhard Heydrich para ir ao escritório de Klausener no Ministério dos Transportes para assassiná-lo. Após o assassinato, Gildisch foi promovido a SS- Sturmbannführer.
Após o fim do regime nazista e após a Segunda Guerra Mundial, um monumento foi erguido para Klausener em Berlim. Em 1963, suas cinzas foram enterradas em uma sepultura na Igreja Católica Maria Regina Martyrum, em homenagem aos mártires da era nazista. Seu túmulo está em Friedhof St. Matthias, Berlim.